# Licerio Gerónimo
Licerio Gerónimo Imaya, en ocasiones escrito como Glicerio o Jerónimo (27 de agosto de 1855 - 16 de enero de 1924), fue un militar filipino que llegó a ocupar el rango de general en el ejército revolucionario filipino de Emilio Aguinaldo.
Fue un katipunero, seguidor de la filosofía de Rizal. Su ascenso en el escalafón del ejército de resistencia filipino fue determinada en los prolegómenos del sitio de Manila, donde fue elegido parte del consejo por designación libre y fue decidido como uno de los oficiales encargados de defender la línea de fuertes de Primo de Rivera que rodeaban Manila.
Fue el oficial directo del comando Morón, una de las unidades de más éxito del ejército revolucionario que a su vez tuvo una participación crucial en la batalla de San Mateo, en la que murió el Mayor general estadounidense, Henry W. Lawton, siendo el oficial de más alto rango de su país que murió en el conflicto. 

## Biografía
Gerónimo nació en Sampaloc (Manila) el 27 de agosto de 1855 como hijo de Graciano Gerónimo, natural de Montalbán, en la provincia Morón (actual Bataán), y de Flaviana Imaya, natural de Gapán, en Nueva Écija. Fue el mayor de 6 hermanos.
Se crío en un ambiente rural, mudándose en su niñez y juventud entre varias casas de familiares donde trabajó en labores de granjas y como pescador fluvial en el Mariquina. Aprendió escritura y lectura básica gracias a un amigo, no teniendo una educación formal.
Se casó en dos ocasiones. La primera mujer fue Francisca Reyes, que murió prematuramente. Con su segunda mujer, Cayetana Lincaoco de San Mateo, tuvo cinco hijos.

## Carrera militar

### Inicios
Gerónimo fue reclutado por su padrino, Félix Umali, alguacil mayor del barrio de Wawa, Montalbán, para entrar a formar parte de la sociedad secreta revolucionaria Katipunan.
Se alistó a las fuerzas militares pertenecientes a la Capitanía General de Filipinas, recibiendo un entrenamiento militar para más tarde pasar a formar parte de la policía filipina. Allí aprendió técnicas de combate modernas y la importancia de contar con un armamento avanzado, lo cual podía decantar la balanza en los enfrentamientos, razón que en el futuro le llevó a insistir incansablemente que el ejército de la república necesitaba un mejor armamento para enfrentarse a los estadounidenses.
Como parte del Katipunan, Gerónimo participó en el grupo rebelde que asaltó el polvorín de San Juan del Monte el 30 de agosto de 1896. Más tarde organizaría fuerzas bajo su mando en las zonas de Montalbán, San Mateo y Mariquina. Estas fuerzas serían conocidas más tarde como el comando Morón.

### Guerra contra los estadounidenses
En 1897 tomó parte en la batalla del Monte Puray, tras la cual fue designado como general de división de la provincia de Morón debido a la muerte de Andrés Bonifacio. Tras la derrota de los españoles en la guerra hispano-estadounidense, fue nombrado comandante general de la 3.ª Zona Militar de Manila por el general Antonio Luna. Con aquel rango, tomó parte en la batalla de San Mateo, en donde el mayor general Henry Ware Lawton, oficial de más alto rango de la fuerza expedicionaria estadounidense en las Filipinas fue muerto en combate. Algunos historiadores estadounidenses han apuntado que su muerte fue por el soldado Bonifacio Mariano, un miembro de los Tiradores de la Muerte (un grupo de filipinos entrenados en técnicas de francotiradores por un mercenario británico), que disparó al general en una certera salva que atravesó sus pulmones.
Para 1900, fue nombrado Jefe de la 2.ª y la 3.ª Zona Militar de Manila, teniendo también bajo su mando directo los comandos de Morón y Marinduque. El 29 de marzo de 1901, el general Licerio Gerónimo, 6 oficiales y 40 soldados, todo lo que quedaba de la fuerza de defensa de San Mateo del Monte, se rindieron ante el coronel J Milton Thompson del 42.º Regimiento de Infantería, que había sustituido a Lawton en la campaña del norte de Manila. La rendición se dio después de que el coronel Thompson informase a Gerónimo de que Aguinaldo había sido capturado seis días antes, tras lo que le enseñó periódicos donde se informaba del suceso, dado el escepticismo de Gerónimo.
Poco después, Gerónimo, al igual que sus tropas, hicieron el Juramento de Lealtad a los Estados Unidos. Una práctica extendida entre las tropas filipinas capturadas para evitar la represión posterior y asegurarse un trabajo en la Filipinas ocupada.

### Policía de Filipinas
Acabó trabajando para la Philippine Constabulary, una gendarmería de la Filipinas ocupada. Trabajó en el puesto como inspector desde el 1 de junio de 1902 hasta el 16 de mayo de 1904, siendo el suceso más destacado la captura del general Luciano San Miguel el 27 de marzo de 1903.

## Últimos años
En 1904 abandonó la policía y volvió a su trabajo de granja en el barrio de San Rafael, en Montalbán.
Murió el 16 de enero de 1924. Sus restos fueron enterrados en el Mausoleo de los Veteranos de la Revolución, en el cementerio del Norte de Manila, Manila. Sus restos fueron exhumados y reenterrados en el Memorial Licerio Gerónimo de Rodríguez, el 20 de febrero de 1993.

## Memoria
- Balangay Gerónimo de la Armada Filipina.
- Instituto Nacional Memorial General Licerio Gerónimo en Montalbán, Rizal.
- Escuela Primaria Pública General Licerio Gerónimo en Sampaloc.
- Calle General Licerio Gerónimo en Sampaloc.
- Calle General Licerio Gerónimo en Manila.

El Congreso de la XVII legislatura emitió una ley en febrero de 2019 para cambiar el nombre del acuartelamiento policial de Taytay, en Rizal, a Campamento Licerio Gerónimo.